# بيت العلوم (تومسك)
يُعدُّ بيت العلوم (بالروسية: Дом науки) معلماً من معالم مدينة تومسك، وهي مؤسسة تعليمية وثقافية، عبارة عن نصب تذكاري معماري يعود إلى بداية القرن العشرين.

## تاريخ
تم إنشاء مبنى «بيت العلوم» في 1 مايو 1911، واستكمل بناءه في عام 1912. حدث الافتتاح الكبير في 7 أكتوبر 1912. يحتوي المبنى على 57 غرفة.